# Monster Building
El Monster Building es un grupo de cinco edificios conectados en King's Road, Quarry Bay, Hong Kong. Es un lugar popular para la fotografía y ha servido de inspiración para varias locaciones de rodaje.El complejo cuenta con 2,243 unidades distribuidas en cinco bloques de 18 pisos de altura. Actualmente, 10,000 personas residen en él.

## Historia y características
El complejo residencial fue construido originalmente en la década de 1960 y se llamó Parker Estate (百嘉新邨; en referencia al Monte Parker, al sur del complejo), pero luego fue vendido. En 1972, el bloque de viviendas se dividió en cinco bloques: el Edificio Fook Cheong (福昌樓), el Montane Mansion (海山樓), el Oceanic Mansion (海景樓), el Edificio Yick Cheong (益昌大廈) y el Edificio Yick Fat (益發大廈). Hay tiendas en la planta baja. El edificio más alto es el Oceanic Mansion, con 18 pisos. Debido a que es un edificio compuesto, su densidad es alta.

## Cultura popular
Este complejo residencial privado se hizo popular entre turistas y locales después de que una fotografía de Romain Jacquet-Lagrèze se volviera viral en 2013. La fotografía del complejo residencial fue la portada de su libro de fotos 'Vertical Horizon'.El sitio se volvió tan popular que los residentes colocaron carteles advirtiendo a los visitantes que fueran respetuosos.La estructura ha servido de inspiración para escenarios en películas como Transformers: La era de la extinción y Ghost in the Shell.También ha aparecido en videos musicales como "Labyrinth" de Mondo Grosso y Hikari Mitsushima, y "Cave Me In" de Gallant y Eric Nam.